# أنواع 2000

غلاف نسخة دي في دي لدليل الحياة وأنواع 2000

أنواع 2000 أو Species 2000 هي اتحاد منظمات قواعد بيانات حول العالم مسؤولة عن جمع وتصنيف دليل الحياة (بالإنجليزية: The Catalogue of Life)‏، وهو قائمة شاملة للأنواع حول العالم، مع شراكة نظام المعلومات التصنيفية المتكامل.
أنشأ فرانك بيسبي وزملاؤه في جامعة ريدنغ البريطانية أنواع 2000 في عام 1997 ونشر دليل الحياة أول مرة في عام 2001. ينتشر إداريو وأعضاء أنواع 2000 حول العالم لكن أمانتها في جامعة ريدنغ.

## روابط خارجية
- موقع أنواع 2000: Species 2000
- موقع دليل الحياة: Catalogue of Life